# Black Lodge Records
Black Lodge Records – szwedzka wytwórnia płytowa założona w 2002 roku, skupiająca muzyków i zespoły grające muzykę heavy metal. Przedsiębiorstwem dystrybucyjnym współpracującym z Black Lodge jest Sound Pollution.

## Artyści
- Hellfueled
- 8th Sin
- Abruptum
- Amorphis
- Bullet for My Valentine
- Candlemass
- Construcdead
- Death Breath
- Dissection
- Elvira Madigan
- Eternal Oath
- Face Down
- Faceshift
- Harms Way
- In Flames
- Insania
- Katatonia
- The Kristet Utseende
- Marduk
- Maze Of Torment
- Merciless
- Månegarm
- Mörk Gryning
- Raise Hell
- Rutthna
- Sabaton
- Serpent Obscene
- The Storyteller.